# Nuottiniemi (ö, lat 62,64, long 23,26)
Nuottiniemi är en ö i Finland. Den ligger i sjön Jääskänjärvi och i kommunen Alavo i den ekonomiska regionen  Kuusiokunnat  och landskapet Södra Österbotten, i den sydvästra delen av landet, 290 km norr om huvudstaden Helsingfors. Öns area är 1 hektar och dess största längd är 190 meter i nord-sydlig riktning.